# Palaeeudyptinae
Palaeeudyptinae es una subfamilia extinta de pingüinos. Incluye a varios géneros extintos de tamaño medio a muy grande, tales como Palaeeudyptes marplesi, Icadyptes salasi de 1.5 metros de alto y a Anthropornis nordenskjoeldi el cual medía 1.7 metros de altura, y el enorme Pachydyptes ponderosus el cual pesaba al menos tanto como un hombre adulto.

## Descripción
Los paleudiptinos pertenecen a un linaje evolutivo más primitivo que el de los pingüinos actuales. En al menos algunos de sus taxones el ala, aunque ya había perdido la cubierta de plumas típica de las aves, aún no se había transformado en la aleta semirrígida que se encuentra en los pingüinos modernos: y aunque la ulna y el radio ya estaban aplanados para incrementar la capacidad de impulsarse, las articulaciones del codo y la muñeca aún tenían un alto grado de flexibilidad que la que la rígida estructura bloqueable de las especies de la actualidad. El declive y eventual desaparición de esta subfamilia parece relacionarse con el incremento de la competencia con los mamíferos marinos como los cetáceos y los pinípedos que se estaban adaptando mejor al estilo de vida marino en el Oligoceno y el Mioceno.
Los miembros de esta subfamilia se conocen de fósiles hallados en Nueva Zelanda, la Antártida y posiblemente Australia, datando de mediados o finales del Eoceno hasta el Oligoceno superior; el género del Mioceno medio de Australia Anthropodyptes es generalmente asignado también a esta subfamilia, así como los restantes géneros de pingüinos primitivos excepto los procedentes de la Patagonia. En realidad, se ha asumido tradicionalmente que todos los pingüinos prehistóricos que no pueden ser asignados a los géneros actuales pertenecen a Palaeeudyptinae; esta idea se considera por lo general obsoleta. Es probable que los géneros sin asignar de Nueva Zelanda, la Antártida y Australia como Delphinornis, Marambiornis y Mesetaornis ciertamente pertenezcan a esta subfamilia, aunque de la misma forma es probable que otros como Duntroonornis y Korora, representen otros linajes más pequeños y posiblemente más avanzados.
La subfamilia Palaeeudyptinae fue definida originalmente por Simpson en 1946 y solo abarcaba al género epónimo Palaeeudyptes, mientras que el resto era situado en la familia Anthropornithidae. La clasificación presentada aquí se basa en la revisión de Marples (1962) quien sinonimizó ambos grupos, aparte de los hallazgos posteriores.